# Gaius Sextius Calvinus

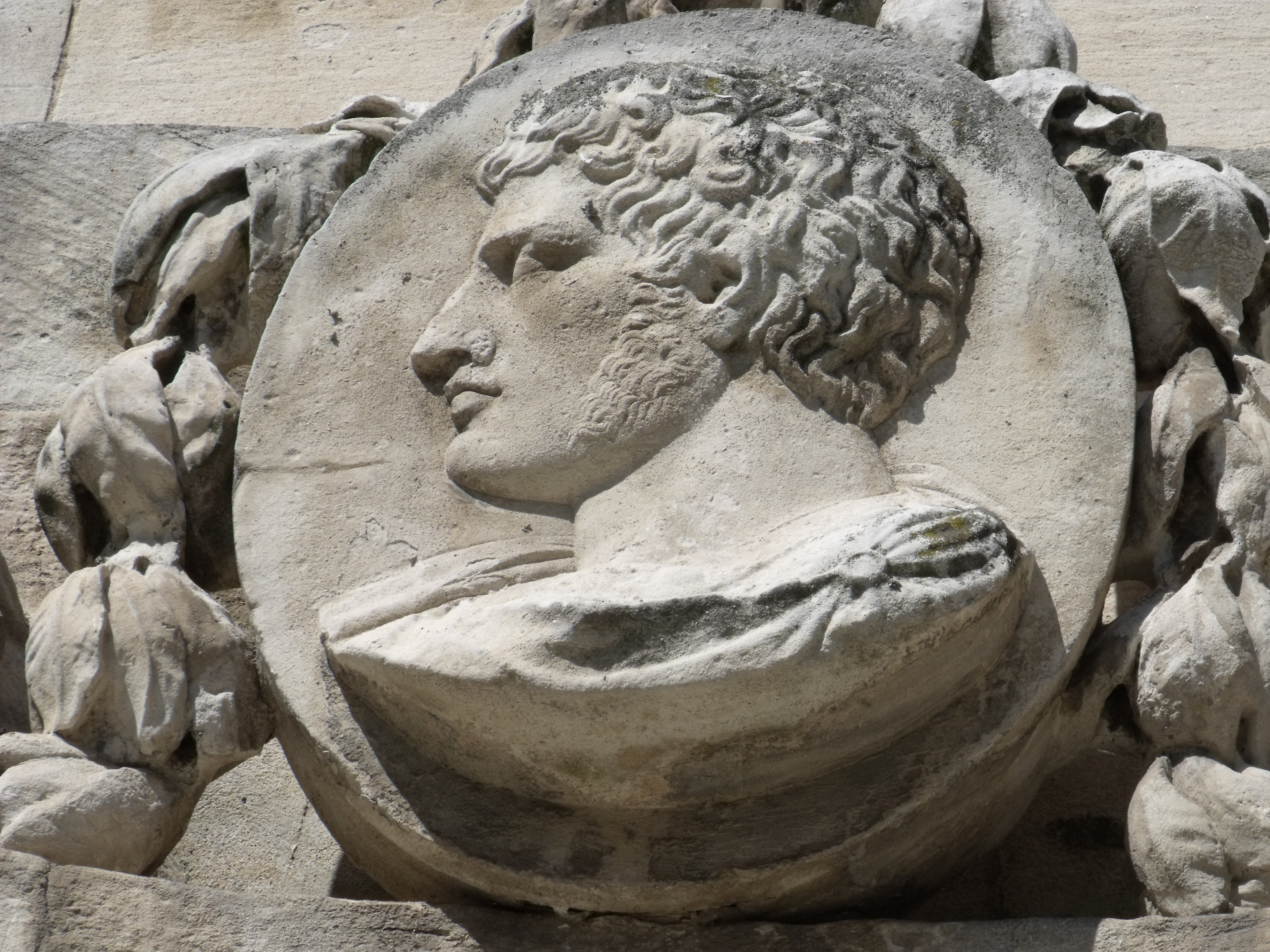
Portret van Gaius Sextius Calvinus op de Fontaine des Prêcheurs in Aix-en-Provence

Gaius Sextius Calvinus was een Romeins politicus. In 124 v.Chr. was hij consul, samen met Gaius Cassius Longinus. Als consul en later proconsul voerde hij oorlog tegen de Liguriërs, de Vocontiërs en de Salluviërs in Gallia Narbonensis. In 123 of 122 v.Chr. stichtte hij op de plaats van een door hem verwoest Keltisch-Ligurisch oppidum het naar hem genoemde Aquae Sextiae, het latere Aix-en-Provence. Na zijn terugkeer in Rome kreeg hij een triomftocht.